# Красный Зилим
Красный Зилим (баш. Ҡыҙыл Еҙем) — село в Краснозилимском сельсовете Архангельского района Республики Башкортостан России.

## Географическое положение
Расстояние до:

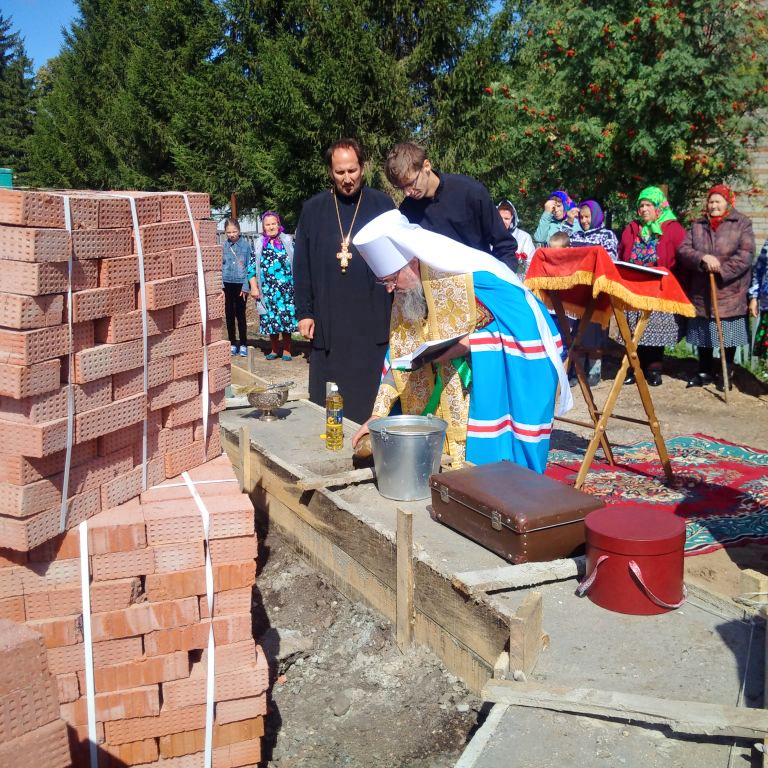
Митрополит Уфимский и Стерлитамакский Никон (Васюков) совершает закладку храма бессребреников и Косьмы и Дамиана в селе Красный Зилим

- районного центра (Архангельское): 15 км,
- ближайшей железнодорожной станции (Приуралье): 21 км.

Находится на правом берегу реки Зилим.

## История
Постановлением ВЦИК от 10.06.1929 г. селение Зилим переименовано в Красный Зилим.

## Население
| 2002 | 2009 | 2010 |
| ---- | ---- | ---- |
| 556  | ↗586 | ↘534 |

Согласно переписи 2002 года, преобладающая национальность — русские (92 %).

## Религия
В селе есть православный храм в честь бессребреников и чудотворцев Космы и Дамиана Асийских.